# Molenaarsgraaf
Molenaarsgraaf (51° 53′ N, 4° 50′ L) é uma cidade dos Países Baixos, na província de Holanda do Sul. Molenaarsgraaf pertence ao município de Molenwaard, e está situada a 11 km, a oeste de Gorinchem.
Em 2001, a cidade de Molenaarsgraaf tinha 414 habitantes. A área urbana da cidade é de 0.041 km², e tem 143 residências. 
A área de Molenaarsgraaf, que também inclui as partes periféricas da cidade, bem como a zona rural circundante, tem uma população estimada em 1110 habitantes.